# Inkerman (Nouveau-Brunswick)
Pour les articles homonymes, voir Inkerman.
Inkerman,,, parfois appelé Inkerman-Centre, (prononciation en français : [inkœmən], en anglais : [ɪnkərmən]), est un village au Canada dans le comté de Gloucester et la région de la Péninsule acadienne, au nord-est du Nouveau-Brunswick. Le village a le statut de DSL sous le nom légal d'Inkerman Centre. Le DSL comprend trois hameaux, soit Inkerman-Centre, Inkerman-Ferry et Four Roads. Dans le cadre de la réforme de la gouvernance locale du 1er janvier 2023, le DSL a été annexé à la ville de Shippagan.

## Géographie

### Situation
Le village d'Inkerman comprend une presqu'île bordée à l'ouest par la rivière Pokemouche, au nord par le lac Inkerman et la rivière, ainsi qu'à l'est par la baie de Pokemouche. Une partie de la plaine de Shippagan, au nord, est aussi comprise dans le village. Le territoire est bordé au sud-est par le golfe du Saint-Laurent. Le hameau au nord de la rivière s'appelle Inkerman Ferry. C'est un quartier plutôt résidentiel. Au sud de la rivière, sur la pointe Gibb's, entre le lac et la baie, se trouve Inkerman Centre, le principal hameau. On y retrouve les institutions et quelques commerces. À environ six kilomètres au sud de ce dernier, au bord du golfe, se trouve Four Roads, un quartier résidentiel qui compte plusieurs chalets.
Inkerman est généralement considéré comme faisant partie de l'Acadie.

### Géologie
Le sous-sol d'Inkerman est composé principalement de roches sédimentaires du groupe de Pictou datant du Pennsylvanien (entre 300 et 311 millions d'années).

### Faune et flore

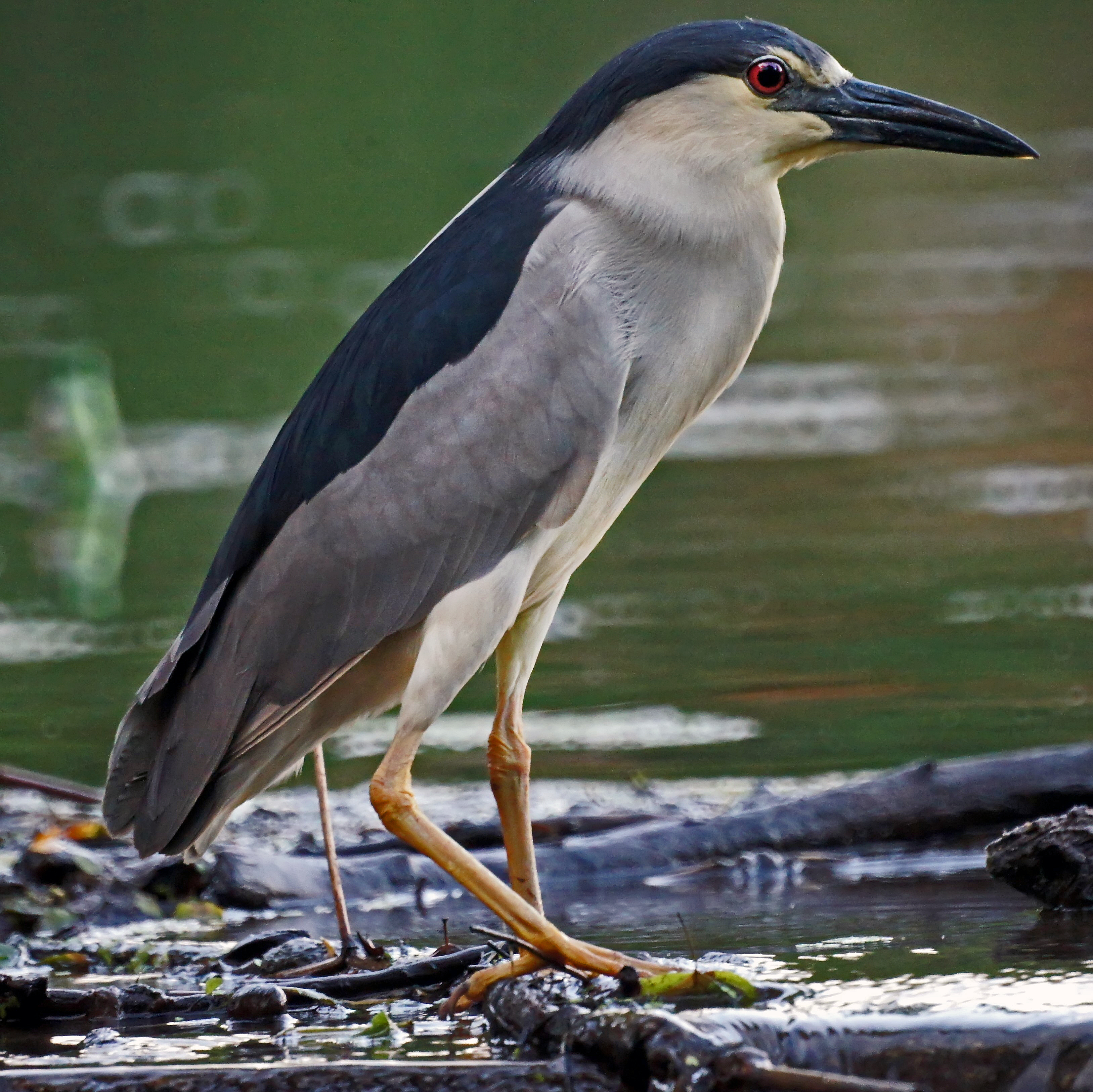
Un Bihoreau gris (Nycticorax nycticorax).

Inkerman est situé dans l'écorégion des basses terres de l'est, plus précisément dans l'écodistrict de Caraquet. La longue histoire de colonisation et de perturbation de la forêt a entraîné la prédominance de l'érable rouge, le peuplier faux-tremble et le bouleau gris. Le creux des vallées et les secteurs de sols grossiers sont recouverts d'épinettes noires et de pins gris, témoins d'une fréquence élevée d'incendies. Il y a également de la pruche, du thuya occidental et du mélèze laricin poussant par endroits.
La pêche est pratiquée sur la rivière mais n'a jamais donné lieu à une activité commerciale. Le Comité de gestion environnementale de la rivière Pokemouche effectue depuis des années des travaux de protection des berges ainsi que de la sensibilisation. De plus, l'organisme projette d'introduire des truites et autres espèces de poisson dans la rivière.
Il y a une population de balbuzards. Une petite aire protégée de 15 ha, le refuge d'oiseaux d'Inkerman, protège 8 % des couples nicheurs de Bihoreau gris du Canada.

### Logement
L'ensemble de la paroisse d'Inkerman comptait 1 826 logements privés en 2006, dont 1645 occupés par des résidents habituels. Parmi ces logements, 91,5 % sont individuels, 2,1 % sont jumelés, 0,9 % sont en rangée, 0,6 % sont des appartements ou duplex et 3,6 % sont des immeubles de moins de cinq étages. Enfin, 1,5 % des logements entrent dans la catégorie autres, tels que les maisons-mobiles. 85,1 % des logements sont possédés alors que 14,1 % sont loués. 76,9 % ont été construits avant 1986 et 11,6 % ont besoin de réparations majeures. Les logements ont une valeur moyenne de 92 069 $, comparativement à 119 549 $ pour la province.

## Histoire
Royaume de France (1689-1690)

 Royaume d'Angleterre (1690-1692)

 Royaume de France (1692-1763)

 Royaume de Grande-Bretagne (1763-1801)

 Royaume-Uni de Grande-Bretagne et d'Irlande (1801-1867)

Inkerman est situé dans le territoire historique des Micmacs, plus précisément dans le district de Sigenigteoag, qui comprend l'actuel côte Est du Nouveau-Brunswick, jusqu'à la baie de Fundy.
Le fondateur d'Inkerman est Isidore Robichaud. Il eut une vie assez mouvementée. Né en Acadie en 1749, il y passe les huit premières années de sa vie. Puis, la déportation des Acadiens le transforme en nomade. Il vit 9 ans en Angleterre, 6 ans en France et 27 ans en Gaspésie, avant de venir s'établir finalement à Inkerman en 1797, où il vécut jusqu'à sa mort, en 1823. Certains prétendent plutôt qu'il arriva en terre acadienne probablement le 15 août 1793.
Le bureau de poste d'Inkerman ouvre ses portes en 1882. En 1898, la localité compte déjà une gare, deux magasins, un hôtel, une église et 700 habitants, vivant de l'agriculture et de la pêche.
Le bureau de poste d'Inkerman-Ferry ouvre ses portes en 1914. La tourbe est exploitée par Fafard à partir de 1955. Le bureau de poste d'Inkerman-Ferry ferme ses portes en 1970.
En 2002, un OVNI fut observé dans le ciel d'Inkerman.
Inkerman est l'une des localités organisatrices du IVe Congrès mondial acadien, en 2009.
L'ancien pont ferroviaire, accueillant le sentier de la Péninsule, est détruit par un incendie en 2017.

### Toponymie

La bataille d'Inkerman.

En 1854, durant la guerre de Crimée, les forces britanniques et françaises eurent une victoire décisive contre l'armée russe à la bataille d'Inkerman. L'année suivante, pour commémorer cet évènement, le gouvernement provincial renomma la paroisse civile et le village Inkerman.
Inkerman s'appelait autrefois l'En-bas de Pokemouche ou l'Île-de-Pokemouche. Pokemouche est un village limitrophe d'Inkerman. Le village est parfois appelé Inkerman-Centre, notamment par Statistique Canada et le gouvernement provincial,. D'ailleurs, cet organisme donne le nom d'Inkerman au village limitrophe de Six Roads.
Le nom Inkerman Ferry provient du fait qu'il n'y avait pas de pont mais un traversier (ferry en anglais).

### Chronologie municipale

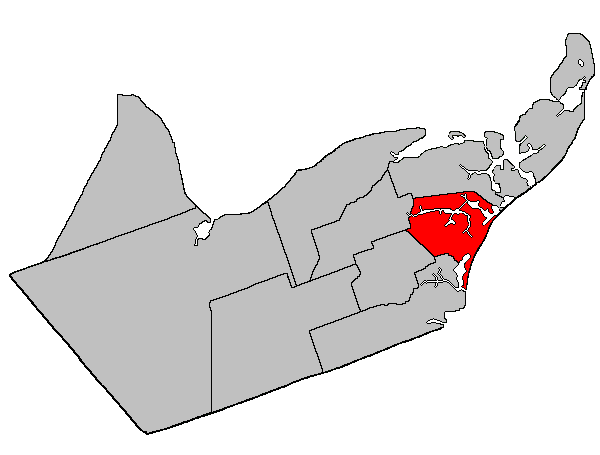
Situation sur une carte des paroisses civiles du comté de Gloucester (certains DSL et municipalités ne sont donc pas montrés).

Inkerman fait légalement partie de la paroisse civile d'Inkerman, qui englobe plusieurs villages de la région.
1797 : Fondation d'Inkerman, qui fait partie de la paroisse d'Alnwick, dans le comté de Northumberland, au Nouveau-Brunswick, dans l'Amérique du Nord britannique.
1814 : La paroisse de Saumarez, dont Inkerman fait maintenant partie, est formée à partir de la paroisse d'Alnwick.
1826 : Le comté de Gloucester est formé à partir du comté de Northumberland. Inkerman fait toujours partie de la paroisse de Saumarez.
1831 : La paroisse de Caraquet, dont Inkerman fait maintenant partie, est formée à partir de la paroisse de Saumarez.
1851 : La paroisse de Shippagan, dont Inkerman fait maintenant partie, est formée à partir de la paroisse de Caraquet. La même année, la paroisse d'Inkerman est créée.
1867 : Confédération canadienne.
1881 : La paroisse de Saint-Isidore est créé à partir de portions des paroisses d'Inkerman et de Saumarez.
1897 : La paroisse de Paquetville est formée à partir de portions des paroisses de Caraquet et d'Inkerman.
1966 : Les gouvernements de comté et de paroisse sont abolis et le DSL d'Inkerman est créé. Le reste de la paroisse devient Évangéline, Landry, Maltempec, Pokemouche, Pont-Landry, Sainte-Rose et Six Roads,.

## Démographie
(août 2016).
Le village comptait 956 habitants en 2006, comparativement à 936 en 2001, soit une hausse de 2,1 %. Il y avait 406 logements privés, dont 365 occupés par des résidents habituels.
Pour l'ensemble de la paroisse d'Inkerman, l'âge médian est de 44,6 ans, comparativement à 41,5 pour la province. 87,8 % de la population est âgée de plus de 15 ans, comparativement à 83,8 % pour la province. Les femmes représentent 50,4 % de la population, comparativement à 51,3 % pour la province. Chez les plus de 15 ans, 43,6 % sont célibataires, 38,5 % sont mariés, 5,9 % sont séparés, 4,8 % sont divorcés et 7,2 % sont veufs,.
Les autochtones représentent 1,9 % de la population et 0,5 % des habitants font partie d'une minorité visible. Les immigrants représentent 0,6 % de la population, la totalité des habitants sont citoyens du Canada et 98,5 % sont issus de familles établies au Canada depuis 3 générations ou plus.
La langue maternelle est le français chez 94,6 % des habitants, l'anglais chez 3,6 %, les deux langues chez 0,7 % et 1,1 % sont allophones. 33,6 % de la population peut communiquer dans les deux langues officielles, 65,4 % sont unilingues francophones et 0,5 % sont unilingues anglophones. Le français est parlé à la maison par 95,6 % des gens, l'anglais par 2,9 %, les deux langues par 0,6 % et une langue non officielle par 0,7 %. Le français est la langue de travail de 91,5 % des employés, l'anglais de 6,0 % et 2,2 % des employés utilisent les deux langues.
29,5 % des habitants âgés de plus de 15 ans possèdent un certificat, diplôme ou grade post-secondaire, comparativement à 44,6 % pour la province.
| 2001  | 2006  | 2011  | 2016  | 2021  |
| ----- | ----- | ----- | ----- | ----- |
| 4 367 | 4 268 | 2 366 | 2 366 | 2 373 |

## Économie
La pêche est importante dans l'économie locale, à laquelle s'ajoute la culture de la pomme de terre et l’exploitation de la tourbe. La pêche est surtout fait par les gens de Four Roads. De nombreux habitants travaillent à Shippagan, qui possède des commerces, un parc industriel et des services publics. Entreprise Péninsule, un organisme basé à Tracadie-Sheila faisant partie du réseau Entreprise, a la responsabilité du développement économique de la région.
Pour l'ensemble de la paroisse d'Inkerman, chez les habitants âgés de plus de 15 ans, le taux d'activité est de 55,9 %, le taux d'emploi est de 48,0 % et le taux de chômage est de 14,1 %. À titre de comparaison, ceux de la province sont respectivement de 63,7 %, 57,3 % et 10,0 %.
Parmi ces emplois, on en dénombre 14,6 % dans l'agriculture (6,9 % au provincial), 11,1 % dans la construction (6,7 % au provincial), 15,7 % dans la fabrication (10,8 % au provincial), 2,5 % dans le commerce de gros (3,6 % au provincial), 11,4 % dans le commerce au détail (11,9 % au provincial), 3,8 % dans les finances et l'immobilier (4,2 % au provincial), 11,1 % dans la santé et les services sociaux (11,4 % au provincial), 6,3 % dans l'enseignement (6,5 % au provincial), 7,1 % dans les services de commerce (16,9 % au provincial) et 15,9 % dans les autres services (21,1 % au provincial).
Parmi la population active occupée, 6,9 % travaillent à domicile, aucun travaillent ailleurs dans le monde, 15,5 % sont sans lieu de travail fixe et 77,3 % ont un lieu de travail fixe. Parmi les travailleurs ayant un lieu de travail fixe, 18,9 % travaillent dans la Paroisse d'Inkerman, 54,3 % travaillent ailleurs dans le comté, 2,6 % travaillent ailleurs dans la province et 1,4 % travaillent dans une autre province.
Il y a une succursale de la Caisse populaire Acadie, basée à Caraquet et membre d'UNI Coopération financière.

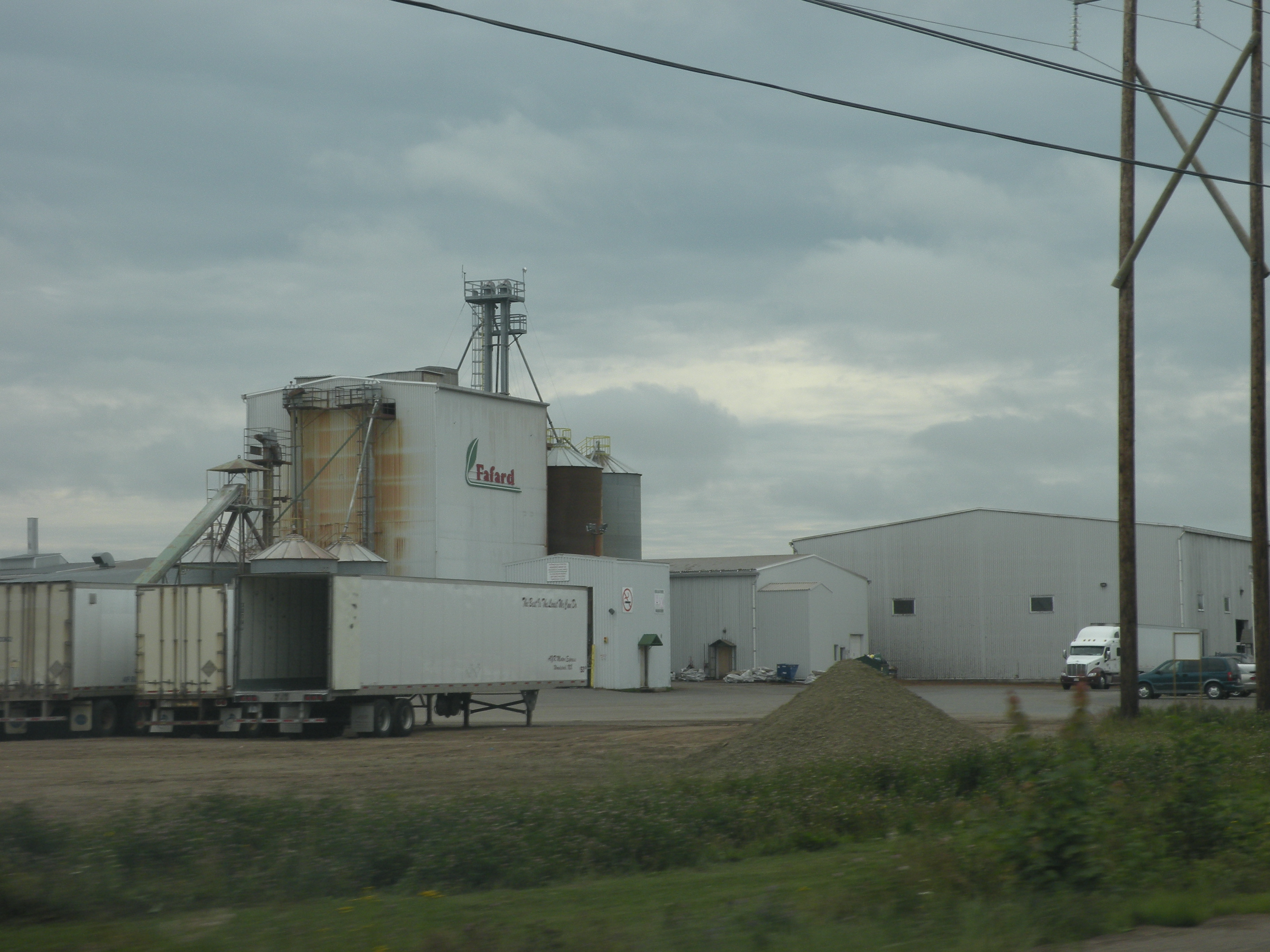
La tourbière Fafard.
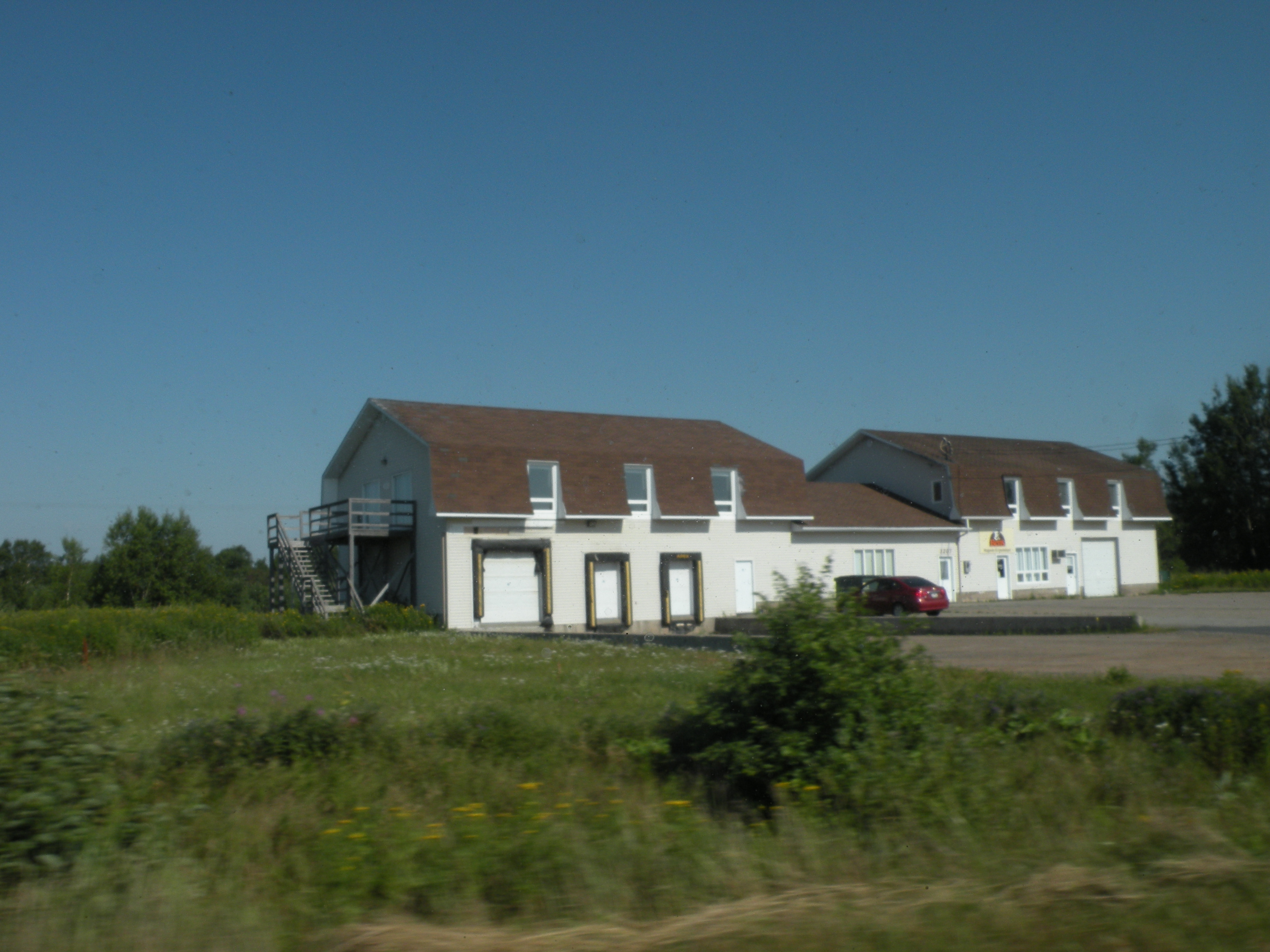
La boulangerie Ben's.
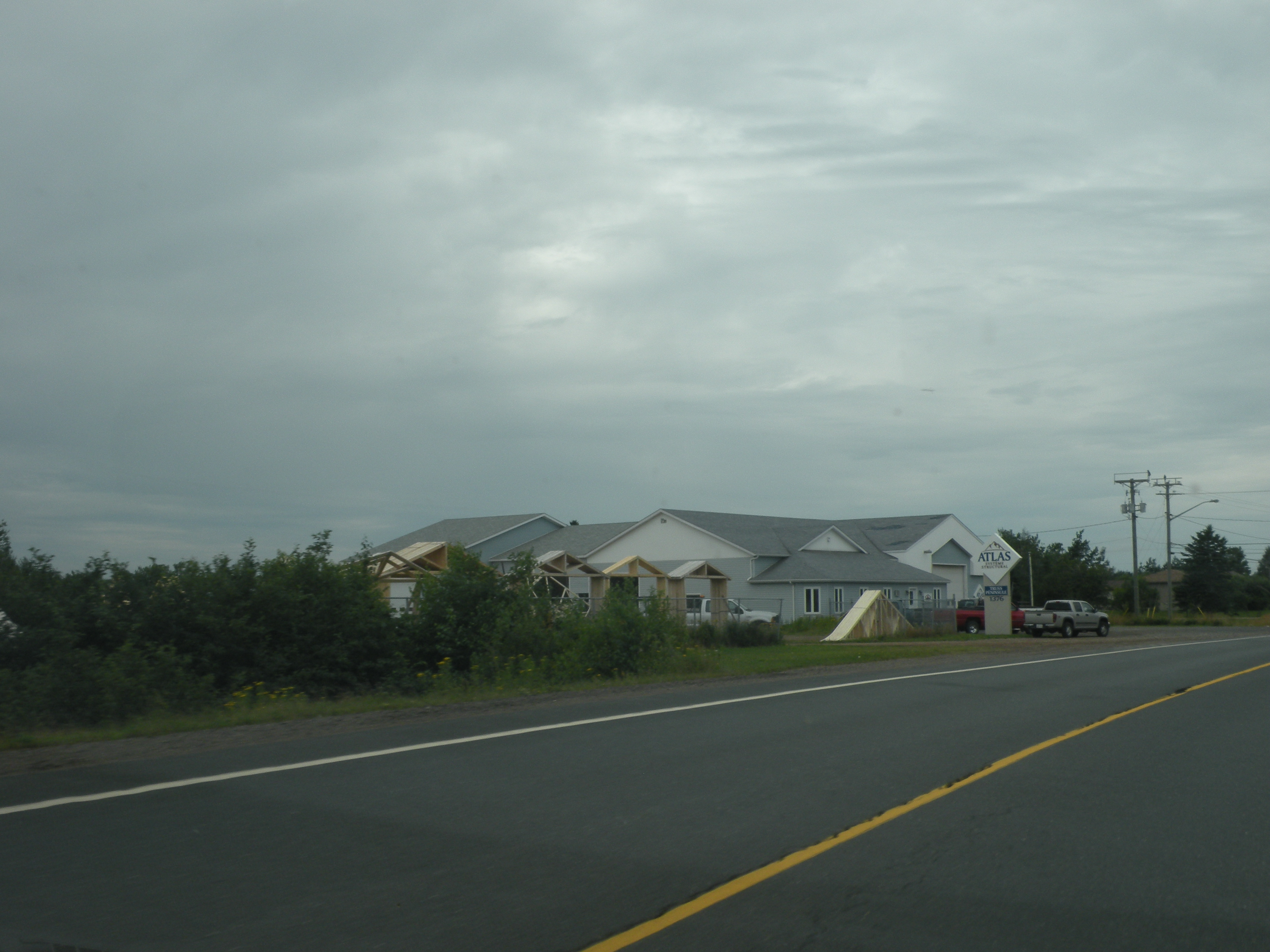
Une usine de fermes.
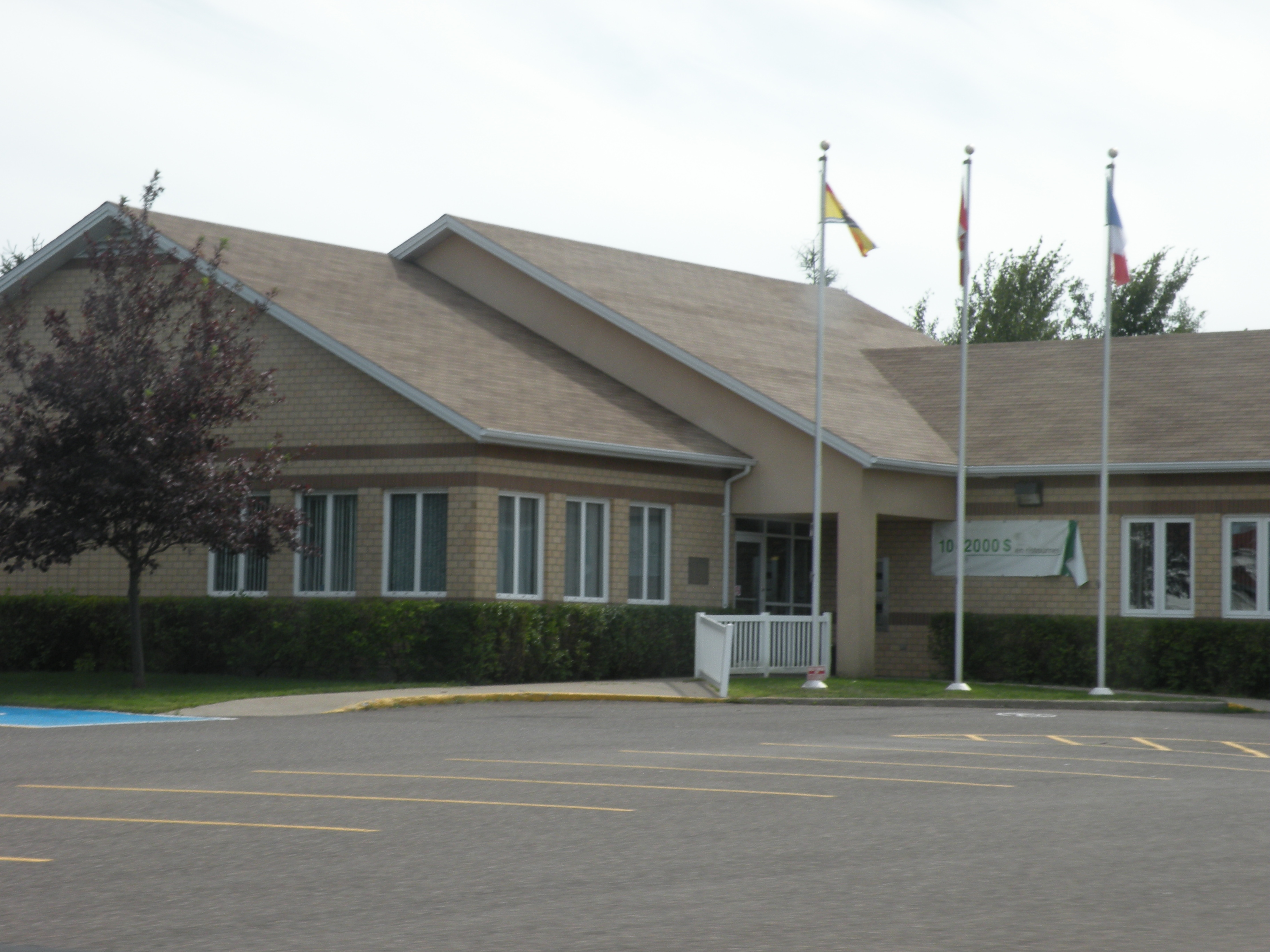
La caisse populaire.

## Administration

### Comité consultatif
En tant que district de services locaux, Inkerman est administré directement par le Ministère des Gouvernements locaux du Nouveau-Brunswick, secondé par un comité consultatif élu composé de cinq membres dont un président.

### Commission de services régionaux
Inkerman fait partie de la Région 4, une commission de services régionaux (CSR) devant commencer officiellement ses activités le 1er janvier 2013. Contrairement aux municipalités, les DSL sont représentés au conseil par un nombre de représentants proportionnel à leur population et leur assiette fiscale. Ces représentants sont élus par les présidents des DSL mais sont nommés par le gouvernement s'il n'y a pas assez de présidents en fonction. Les services obligatoirement offerts par les CSR sont l'aménagement régional, l'aménagement local dans le cas des DSL, la gestion des déchets solides, la planification des mesures d'urgence ainsi que la collaboration en matière de services de police, la planification et le partage des coûts des infrastructures régionales de sport, de loisirs et de culture; d'autres services pourraient s'ajouter à cette liste.
Le 1er juillet 2014, le secteur Four Roads rejoindra la nouvelle municipalité régionale du Grand Tracadie-Sheila. Cette constitution fait suite à un plébiscite tenu en décembre 2013. La nouvelle municipalité comprendra dix-neuf autres districts de services locaux ainsi que la ville de Tracadie-Sheila.

### Représentation
Nouveau-Brunswick : Inkerman fait partie de la circonscription de Centre-Péninsule—Saint-Sauveur, qui est représentée à l'Assemblée législative du Nouveau-Brunswick par Denis Landry, du Parti libéral. Il fut élu en 2003 puis réélu en 2008 et en 2010.
 Canada : Inkerman fait partie de la circonscription fédérale d'Acadie-Bathurst. Cette circonscription est représentée à la Chambre des communes du Canada par Yvon Godin, du NPD. Il fut élu lors de l'élection de 1997 contre le député sortant Doug Young, en raison du mécontentement provoqué par une réforme du régime d’assurance-emploi.

### Regroupement
Dans la foulée du projet une péninsule une ville des années 1990, un projet de regroupement municipal plus modeste, centré autour de Shippagan, est lancé en 2012. Les premières consultations publiques ont lieu en mars 2016 et un plébiscite doit avoir lieu le 14 novembre suivant.

## Infrastructures et services

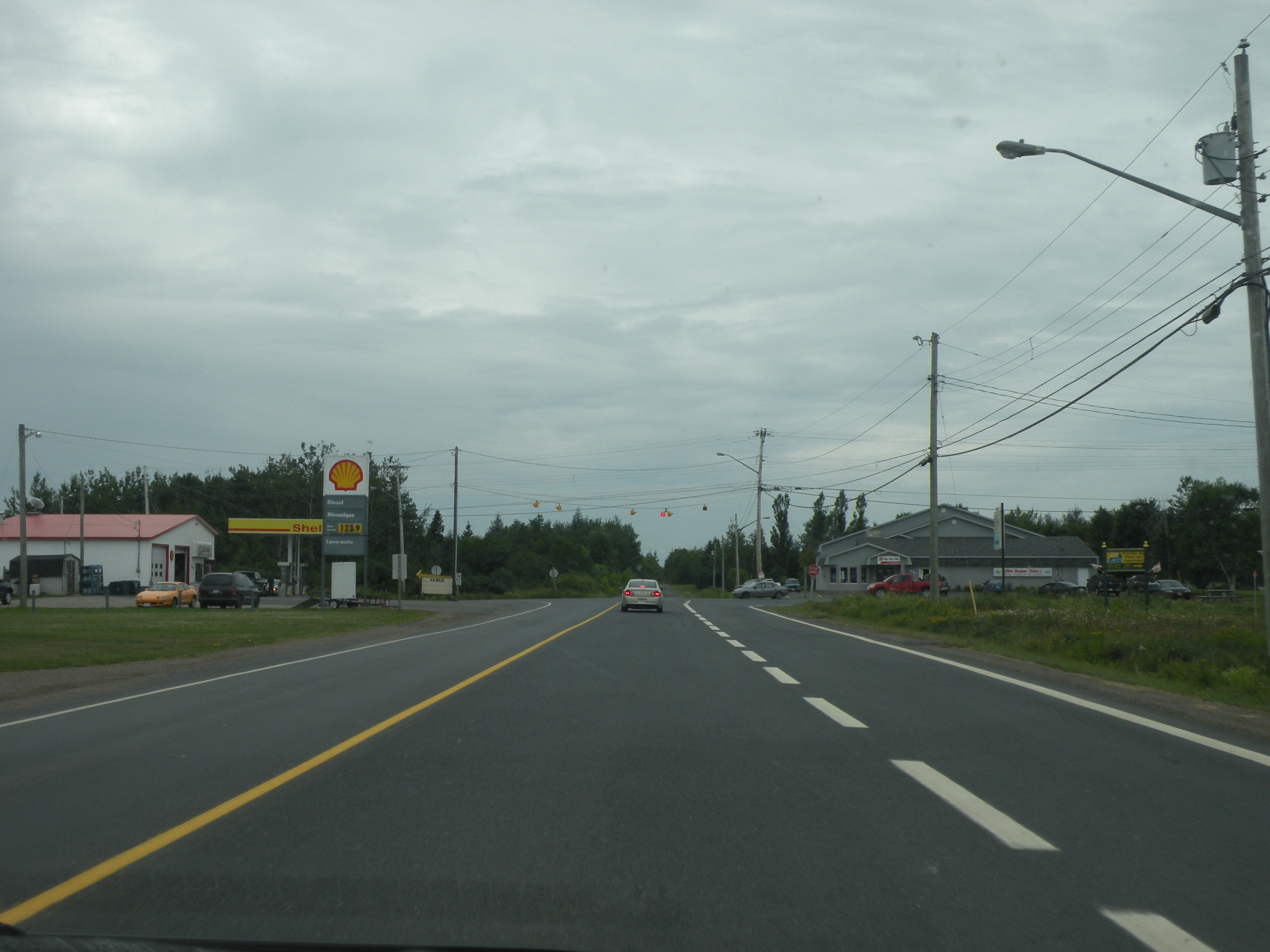
L'intersection de la route 113 et du chemin Pallot.

### Éducation
L'école Gilbert-Finn est fermée dêpuis juin 1996. Les élèves francophones bénéficient d'écoles à Pokemouche et à Shippagan. La ville de Shippagan possède également le CCNB-Péninsule acadienne et un campus de l'Université de Moncton.
Les anglophones bénéficient d'une école à Brantville accueillant les élèves de la maternelle à la huitième année. Ils doivent ensuite poursuivre leurs études à Miramichi. Les établissements d'enseignement supérieurs anglophones les plus proches sont à Fredericton ou Miramichi.
Il y a une bibliothèque publique à Shippagan. Le bibliobus du Nord fait toutefois un arrêt à Pokemouche.

### Autres services publics
Le village d'Inkerman est desservi par les routes 113 et 345. La route 11 passe à proximité. La route 113 croise la rivière Pokemouche par le pont routier d'Inkerman. Inkerman possède également un port de pêche accueillant de 10 à 15 bateaux. Celui-ci est situé près du pont routier, à Inkerman Ferry.
La population est en grande partie dépendante de localités voisines, notamment Shippagan, pour les loisirs et les services. Le détachement de la Gendarmerie royale du Canada le plus proche est d'ailleurs situé à Shippagan. Le poste d'Ambulance Nouveau-Brunswick le plus proche est aussi à Shippagan tandis que l'hôpital de l'Enfant-Jésus, de Caraquet, est le plus proche. Inkerman possède toutefois un bureau de poste.
Inkerman contient 3 foyers publics et d'autre privés, comme Les Résidences Inkerman, le Manoir du Lac, Le Foyer St-Michel et le foyer privé à Lucie. Inkerman possède l'un des deux foyers de soins spécialisés aux personnes âgées de la province.
Le village possède un Centre d'accès communautaire, pour des services d'Internet, de photocopie, de numérisation et d'impression. Le Centre d'accès se situe dans les Résidences Inkerman
Le DSL s'assure de la protection contre les incendies, de l'éclairage des rues, des services communautaires, de la collecte et de l'évacuation des ordures ainsi que des services de premiers secours et d'ambulances .
Existant depuis le 20 juillet 1995, la Commission de gestion des déchets solides de la Péninsule acadienne (COGEDES) a son siège-social à Caraquet. Les déchets sont transférés au centre de transbordement de Tracadie-Sheila et les matières non recyclables sont ensuite enfouies à Allardville.
Les francophones bénéficient du quotidien L'Acadie nouvelle, publié à Caraquet, ainsi que de l'hebdomadaire L'Étoile, de Dieppe. Les anglophones bénéficient quant à eux du quotidien Telegraph-Journal, publié à Saint-Jean.

## Culture et patrimoine
L'église originale fut construite en 1772. Elle fut laissée à l'abandon après 1796 et reconstruite en 1819. Après un incendie en 1848, elle fut reconstruite mais brûla la même année. La construction reprit en 1851 mais une tempête tropicale détruisit la charpente. L'église fut enfin reconstruite en 1855, mais on dut construire l'actuelle en 1916 parce qu'elle était trop vieille.
L'Église Saint-Michel Archange fut bâtie en 1916 et est faite de grosses pierres brunes, avec deux clochers. La construction se termina en 1922.
L'église se trouve à Inkerman Centre. Il y a une rosace en avant et en arrière de l'église, un jubé et une sacristie. L'église comporte trois portes en avant, dont l'une est condamnée depuis plusieurs années. L'intérieur est complètement rénové. Depuis le concile Vatican II, elle a été dépouillée de plusieurs objets de valeurs d'une grande beauté, comme l'autel. Inkerman a eu un prêtre depuis le début jusqu'à l'année 2005. À cause du manque de prêtres dans le diocèse de Bathurst, un prêtre sert maintenant plusieurs églises de la région. Le presbytère a été détruit pour en faire un plus petit. À côté se trouve le cimetière.
On retrouve plusieurs familles à Inkerman (Inkerman-Ferry et Four Roads): Kerry, Leblanc, Gagnon, Noël, Bijeau, Boudreau, Losier, Cormier, Morais, Snow, Landry, McGraw, Haché, Gibbs, Finn, Power, Thériault, Mercure, Connolly, L'Huillier, Burke, Nardini, Caissie, Manzerolle, Robichaud, Arsenault, Doucet, et plusieurs autres.
Inkerman est mentionné dans le recueil de poésie La terre tressée, de Claude Le Bouthillier.
En 1935, une tempête désensable une épave près de l'ancienne embouchure de la rivière Pokemouche. C'est en 1970 que la Société historique Nicolas-Denys organise des fouilles afin de récupérer l'épave. Il s'agit vraisemblablement d'un navire de la Compagnie de l'île Saint-Jean ayant fait naufrage en 1723 et mentionné en 1724 dans un rapport du sieur L'Hermitte.

## Personnalités originaires d'Inkerman
- Jean Gauvin (1945-2007), homme politique
- Gilbert Finn (1920-2015), homme politique
- Émery Robichaud (1943 -), homme politique